# BeaNet
BeaNet (afkorting van Betaalautomaten Netwerk) is een Nederlands bedrijf dat een belangrijke schakel vormde in de opzet van een Nederlands elektronisch betaalsysteem.
BeaNet werd in 1988 opgericht door De Nederlandsche Bank en enkele van de grotere banken (onder andere de Postbank en Rabobank) ten behoeve van het coördineren van het elektronisch betalingsverkeer van de pinbetalingen. Het bedrijf verzorgde het communicatieverkeer, eerst via Datanet-1, later via telefoonkabels, maar leverde ook de automaten zelf.
In 1994 fuseerde BeaNet samen met Eurocard en Bankgirocentrale tot Interpay.